# IC 2401
IC 2401 је лентикуларна галаксија у сазвјежђу Рис која се налази на листи објеката дубоког неба у Индекс каталогу.
Деклинација објекта је + 37° 45' 21" а ректасцензија 8h 48m 10,2s. Привидна величина (магнитуда) објекта IC 2401 износи 14,4 а фотографска магнитуда 15,4. IC 2401 је још познат и под ознакама UGC 4600, MCG 6-20-5, CGCG 179-34, CGCG 180-8, NPM1G +37.0205, PGC 24728.